# Rocket Dive
A Rocket Dive hide japán gitáros és énekes nyolcadik szóló kislemeze, és az első a Ja, Zoo című albumról. 1998. január 28-án jelent meg. A kislemez 4. helyezett volt az Oricon slágerlistáján, és 400 000 eladott példánnyal platina minősítést szerzett. 1998 végén 690 220 eladott példánnyal az év 33. legsikeresebb kislemeze volt.
2007. május 2-án új borítóval újra kiadták. 2010. április 28-án hanglemez formátumban is megjelent.
A dal homázs a Kiss Rocket Ride című dalához.

## Számlista
Az összes szám szerzője hide. 
| #  | Cím                             | Hossz |
| -- | ------------------------------- | ----- |
| 1. | Rocket Dive                     | 3:41  |
| 2. | Rocket Dive (Voiceless Version) | 3:42  |
| 3. | Doubt (Mixed LEMONed Jelly Mix) | 3:59  |